# Charles Tschaggeny

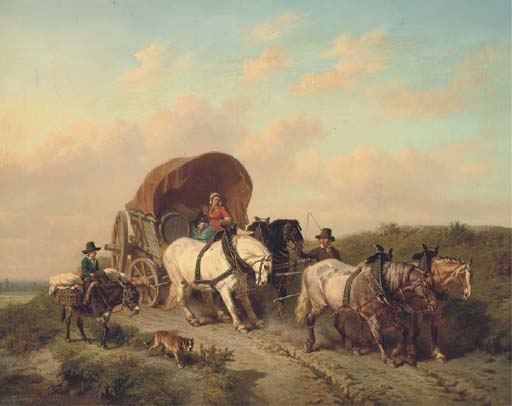
De onwillende reiziger, 1856

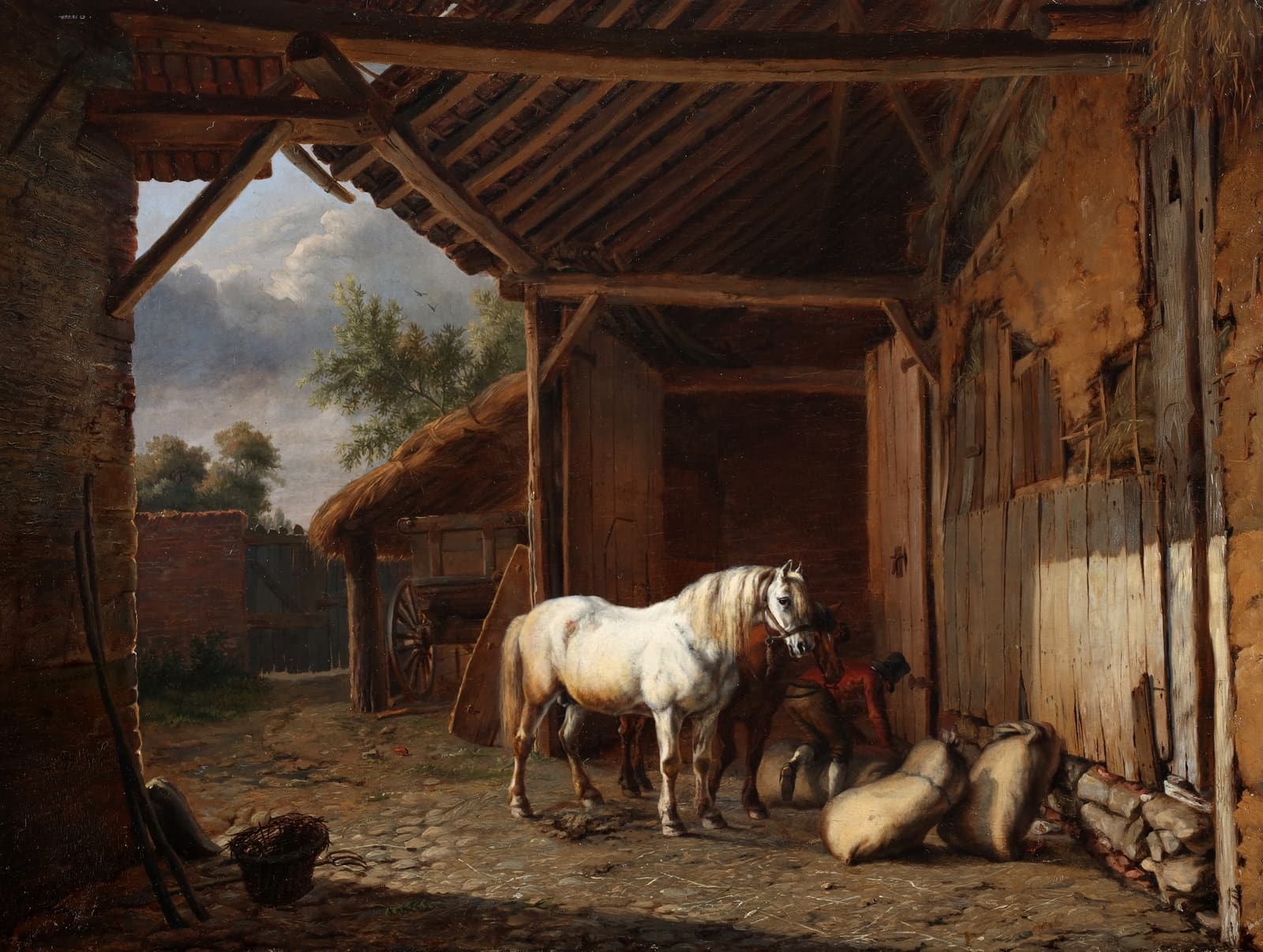
Paarden op de binnenplaats van een schuur (1837), Franse collectie

Philogène Charles Tschaggeny (Brussel, 26 mei 1815 – Sint-Joost-ten-Node, 12 juni 1894) was een Belgisch schilder van genretaferelen, dierstukken en marines die aansloot bij de romantiek. 

## Persoonsgegevens
Hij was een zoon van Frédéric Guillaume, afkomstig uit Neuchâtel (Zwitserland), en van Céline, Baronne de Charvet, uit Lotharingen. Zijn broer Edmond Tschaggeny was eveneens schilder. Charles Tschaggeny was gehuwd met de Française Céline Bonduel en had drie kinderen: Frédéric, Léonie en Ernest. Hij woonde eerst (ca. 1852) in de Koolstraat 27 bis, later (ca. 1881) in de Overvloedstraat 1 te Brussel.

## Levensloop
Charles Tschaggeny was aanvankelijk tewerkgesteld in het ministerie van Financiën te Brussel. Intussen ontwikkelde hij zijn artistieke aanleg als leerling van Eugène Verboeckhoven (1799-1881), de toen al wereldvermaarde dierenschilder. Eugène Verboeckhoven en Charles Tschaggeny werkten toen en ook later dikwijls samen aan één schilderij.
Net als Verboeckhoven legde Charles Tschaggeny zich toe op de dierenschilderkunst. In 1836 nam hij ontslag bij het ministerie om zich volledig aan de schilderkunst te wijden. In 1839 verbleef hij een tijd te Antwerpen, waar hij aan de kunstacademie zich verder vervolmaakte onder leiding van Nicaise De Keyser (1813-1887) en van Hendrik Leys (1815-1869).  
In 1840 was Tschaggeny's naam als specialist in het schilderen van paarden reeds gevestigd, want in dat jaar kreeg hij een opdracht om de paarden te schilderen uit de stoeterij van de Belgische Staat. In 1842 bestelde Willem II, koning van Nederland, bij hem het portret van het paard dat hij bereden had tijdens de Slag bij Waterloo en in 1844 bestelde Leopold I het portret van het paard dat hij had bereden bij zijn troonsbestijging. 
Veel later, in 1882, zou Tschaggeny paardenportretten schilderen voor koningin Maria-Hendrika, zelf een ervaren amazone; Tschaggeny behoorde trouwens tot haar intieme vriendenkring. Ook de Engelse koningin Victoria was een groot bewonderaarster van Tschaggeny's schilderkunst. 
In 1842 behaalde Tschaggeny een eerste keer een medaille tijdens het Brusselse Salon. In 1845 bracht zijn Rustende landman hem een gouden medaille op.  Leopold I kocht het schilderij voor zijn verzameling aan.
Een ander groot succes boekte Tschaggeny met zijn Paardenmarkt (Salon 1846, Antwerpen).  In de jaren 1848-1849 verbleef Tschaggeny te Londen, Oxford en Cambridge. Uit 1848 stamt een Slagveld (eertijds in de verzameling J. M. Oppenheim, nu in de National Gallery in Londen), een werk met erg romantische inslag. In 1851 kocht Koningin Victoria het schilderij Oogst aan voor haar collectie.  
Charles Tschaggeny was een burgerlijk en zeer commercieel werkend kunstenaar. Zijn verkoopkanalen waren de salons in binnen- en buitenland en de gevestigde kunsthandel van toen.
Hij werd in 1865 lid van de Koninklijke Academie.

## Samenwerkingen
Geregeld werkte hij ook samen met collega's aan eenzelfde schilderij, zoals dit in zijn tijd gebruikelijk was. Zo voltooide hij in 1856 samen met Jean-Baptiste Madou (1796-1877) Ruiters bij een herberg (Antwerpen, K.M.S.K.). Er zijn ook marines van Paul-Jean Clays en landschappen van Théodore Fourmois waarin Tschaggeny dieren heeft geschilderd.  

## Tentoonstellingen
- Twee ruiters met hun paarden in een landschap nabij Luik (Tentoonstelling van Levende Meesters 1841, Den Haag)
- Een wandeling (Tentoonstelling van Levende Meesters 1844, Amsterdam)
- Een geleide van paarden (Tentoonstelling van Levende Meesters 1847, Amsterdam)
- Een stal met paarden (Tentoonstelling van Levende Meesters 1848, Rotterdam)
- Paulus Potter die een studie van schapen zal maken (Tentoonstelling van Levende Meesters 1849, Den Haag)
- De hinderlaag (Tentoonstelling van Levende Meesters 1850, Rotterdam)
- Postpaarden (Salon 1852, Antwerpen)
- Het binnenhalen van het hooi (Tentoonstelling van Levende Meesters 1860, Amsterdam)
- Het opengaan van de weide, Arbeider met zijn gezin, zich aan 't werk begevende, ochtendstond en Stalinterieur (Tentoonstelling van Levende Meesters 1863, Den Haag)
- Een pleisterplaats aan de oevers van de Ourthe, provincie Luik (Tentoonstelling van Levende Meesters 1866, Den Haag)
- Eerste ploegles (Oporto 1866; bekroond met een medaille en aangekocht door koning Fernando van Portugal)
- Doortocht van het water (Salon 1881, Brussel).
- World's Columbian Exposition of 1893: Paardenmarkt in Tongeren.

De dierenschilderingen van Tschaggeny ook nog bekroond tijdens tentoonstellingen in Philadelphia, Adelaide (1887), Keulen (1889), Wenen (1873), Scheveningen en Parijs (1855).

## Meesterwerk
De postkoets in de Ardennen (1861) is zijn meest beroemde werk. (Brussel, Kon. Museum voor Schone Kunsten). Het toont de postkoets Luik-Aarlen tijdens een te snelle afdaling in een situatie die hachelijk dreigt te worden.

## Musea en openbare verzamelingen
- Antwerpen, Kon. Museum voor Schone Kunsten (Paardengespan 1855 en Paarden op stal)
- Brugge, Groeningemuseum (Trekpaard 1844);
- Brussel, Kon. Musea voor Schone Kunsten van België  (Postkoets in de Ardennen en La montée)
- Brussel, O.C.M.W
- Kortrijk
- Leipzig
- London, Buckingham Palace: Empirique
- London, National Gallery
- Leuven
- Melbourne
- Neuchâtel
- Osborne : Harvest Home
- Oostende, Mu.ZEE (Kunstmuseum aan Zee)
- Tongeren
- Doornik, Musée des Beaux-Arts